# Marguerite Hessein de la Sablière
Marguerite Hessein de La Sablière (1640 – 6 gennaio 1693) è stata una salottiera francese del XVII secolo.

## Biografia
Nata in una famiglia protestante, imparò la fisica, l'astronomia, la matematica, la musica e apprese diverse lingue tra cui il greco antico. Scrisse cento Maximes chrétiennes che furono pubblicate postume nel 1705. Assente dalla prima edizione, il suo nome compare in una riedizione del 1743, e sostituisce la designazione "M.****" in una riedizione del 1777.
Il suo salone parigini al Folie-Rambouillet, rue Neuve-des-Petits-Champs, riuniva la migliore società: vi si potevano incontrare Benserade, Chapelle, Chaulieu, Conrart, Boileau, il marchese de La Fare, Fontenelle, Gassendi, Huet, il duca di Lauzun, Ninon de Lenclos, Molière, il duca di Nemours, Pellisson, Perrault, Racine, La Fontaine, Tallemant des Réaux, de Roberval, Rohault, Sauveur, Madame de Sévigné e Madame de La Fayette.
Fu resa celebre dalla protezione che accordò al viaggiatore e filosofo François Bernier, che le dedicò l'Abrégé de la philosophie de M. Gassendi, e per l'ospitalità che diede nel 1672, alla morte di Margherita di Lorena duchessa d'Orléans, e fino alla sua stessa morte, a Jean de La Fontaine, il quale ebbe per lei una vera adorazione e per lei scrisse una favola, il Discours à Madame de La Sablière.
Ispirò anche a La Fare una passione viva e condivisa, che il poeta cantò nei suoi versi. La coppia si sciolse nel 1679.
Convertita al cattolicesimo, si ritirò all'ospedale degli Incurabili per occuparsi dei i malati, poi in rue Neuve-Saint-Honoré sopra il convento dei Foglianti dove visse fino alla morte.
Nel 1654 aveva sposato Antoine de Rambouillet de La Sablière, anch'egli protestante, figlio di un ricco finanziere, egli stesso finanziere e amministratore dei possedimenti del re, uomo di spirito e amico del piacere, che compose graziosi madrigali, pubblicati nel 1680 dal figlio e ristampati nel 1825 nei Petits classics français di Charles Nodier. Il marito la tradì e cadde in rovina.
Separata dai figli e privata dei suoi averi, fu per qualche tempo rinchiusa in convento. Nel 1677 venne raggiunto un accordo tra i coniugi e Madame de La Sablière riprese possesso della sua dote. Ciò gli permise di vivere liberamente in rue Neuve-des-Petits-Champs.
Poiché abiurò la religione protestante pochi mesi prima della revoca dell'editto di Nantes, il re le concesse una pensione di 2 000 livre. Morì il 6 gennaio 1693 di cancro al seno.

## Aneddoto
In una delle sue lettere, Madame de Sévigné ricorda che Madame de La Sablière fu la prima ad aggiungere il latte nel tè. Questa pratica era dovuta al fatto che Madame de la Sablière, avendo molta cura delle sue tazze di porcellana, vi versava un po' di latte prima di metterci il tè in modo da raffreddare la tazza ed evitare che si rompesse.

## Famiglia
Marguerite Hessein era figlia di Gilbert Hessein, consigliere e maggiordomo del re, e di Marguerite Menjot.
Sposò nel tempio protestante di Charenton, il 15 marzo 1654, Antoine de Rambouillet, scudiero, signore di La Sablière, amministratore dei domini del re, consigliere segretario del re nel 1677.
Da questo matrimonio nacquero tre figli:
- Anne de Rambouillet, nata nel 1655, sposò nel 1672 Jacques Muisson
- Nicolas de Rambouillet, signore di Plessis e Lancey, nato nel 1656. Fuggì dalla Francia dopo la revoca dell'editto di Nantes. Sua figlia Renée Madeleine de La Sablière sposò, nel febbraio 1701, Charles Trudaine, prevosto dei mercanti di Parigi
- Marguerite de Rambouillet, morta a Parigi il 30 novembre 1714, sposata al tempio di Quevilly il 2 maggio 1678 con Guillaume Scot, scudiero, marchese de La Mésangère, consigliere del Parlamento di Normandia, morto il 16 luglio 1682 (da cui ebbe due figli), si risposò nel 1690 con Charles, conte di Nocey de Fontenay[6].